# Station Lębork Dretowo
Station Lębork Dretowo was een spoorwegstation in de Poolse plaats Lębork.